# جولو أغوب
هاغوب فارتوفيان (بالأرمنية: Յակոբ Վարդովեան)‏ ، والمعروف باسم جولو أغوب (بالأرمنية: Կիւլլիւ Յակոբ)‏ (أخذ لاحقًا اسم يعقوب لأنه اعتنق الإسلام)، (ولد 1840 في إسطنبول – توفي 1902 في إسطنبول) كان مخرجًا مسرحيًا أرمنيًا عثمانيًا وممثلًا في بعض الأحيان. يُنسب إليه الفضل على نطاق واسع في وضع الأسس لمؤسسة الفنون المسرحية الحديثة والمشهورة على المستوى الوطني في تركيا والتي أصبحت مسارح مدينة إسطنبول .نظرًا لصفاته كمنظم وراعي وداعم للكتاب والمتفرجين، يعد جولو أغوب أحد رواد فن المسرح التركي ككل في القرن التاسع عشر. تم قبوله كمؤسس للمسرح التركي الحديث. بصفته أرمنيًا عثمانيًا، كان جولو أغوب يعرض بانتظام العروض الأرمنية في مسرحه. وبعد عام 1868، قرر تقديم العروض التركية بشكل منتظم 

## سيرة شخصية
ولد فارتوفيان عام 1840 في اسطنبول لأبوين أرمنيين. (حرفيا يعقوب الوردي ) هو الاسم الذي أصبح معروفًا به في عالم المسرح. اعتنق الإسلام في الأربعينيات من عمره واتخذ اسم "يعقوب".  وهو والد نجيب يعقوب أشكين ، الذي يعتبر أحد أبرز أساتذة الكمان الذين أنتجتهم تركيا، وكان حفيده، يوسيل أشكين ، عميد جامعة يوزونكو ييل في وان . يعمل أكاديمياً في الجامعة ورئيساً لقسم الهندسة البيئية. 
كان لدى جولو أغوب ابن آخر يدعى إحسان أشكين. بعد تقاعده من الجيش حيث خدم برتبة عقيد، أصبح ممثلاً وشارك في حوالي 50 فيلمًا.